# Всё в порядке, мама!
«Всё в порядке, мама!» — российский фильм 2010 года режиссёра Фёдора Попова по мотивам романа Юрия Леманского «Одноразовый агент».

## Сюжет
Московский журналист Сергей Сотников (Алексей Филимонов) приезжает в служебную командировку в приморский город одной из Балканских стран (Черногория), чтобы взять интервью у работающего там по контракту российского профессора-геофизика, которому присуждена международная премия. Случайно он становится свидетелем убийства профессора. Спасаясь от убийцы, как нежелательный свидетель, и от местной полиции, как главный подозреваемый. Сергей в отчаянии обращается к первому попавшемуся человеку — молодой горничной (Полина Агуреева), с которой сталкивается в номере, которая верит в его невиновность и соглашается оказать содействие. Эта встреча становится роковой и меняет всю их жизнь.

## В ролях
- Алексей Филимонов — Сергей Сотников
- Полина Агуреева — Иванка
- Ненад Ездич — Драган
- Игор Раданович — Илир
- София Божич — Аня
- Игорь Верник — Олег
- Анатолий Горячев — Антон
- Андрей Леонов — Борис Петрович Спасский, профессор
- Татьяна Жукова-Киртбая — эпизод
- Фёдор Попов — эпизод

## Фестивали
Фильм был в конкурсной программе VIII кинофестиваля «Амурская осень»' (2010), но призами отмечен не был.